# Кантавена (Алесандрија)
Кантавена је насеље у Италији у округу Алесандрија, региону Пијемонт.
Према процени из 2011. у насељу је живело 203 становника. Насеље се налази на надморској висини од 322 м.